# Oxyeleotris urophthalmoides
Oxyeleotris urophthalmoides är en fiskart som först beskrevs av Bleeker, 1853.  Oxyeleotris urophthalmoides ingår i släktet Oxyeleotris och familjen Eleotridae. IUCN kategoriserar arten globalt som otillräckligt studerad. Inga underarter finns listade i Catalogue of Life.